# Raymond de Roon
Raymond de Roon (Amsterdam, 1 september 1952) is een Nederlandse politicus. De Roon is sinds 2006 lid van de Tweede Kamer der Staten-Generaal namens de Partij voor de Vrijheid. 
Hij houdt zich in het parlement met name bezig met buitenlandse zaken, militaire missies en justitie. Van 11 november 2010 tot 20 november 2012 was hij voorzitter van de vaste commissie voor Veiligheid en Justitie en sinds 21 november 2012 is hij voorzitter van de algemene commissie voor Buitenlandse Handel en Ontwikkelingssamenwerking van de Tweede Kamer. Tussen 29 maart 2023 en 1 september 2024 was De Roon tevens lid van de Provinciale Staten van Zeeland, en van 11 maart 2010 tot 1 september 2013 was hij lid van en fractievoorzitter in de gemeenteraad van zijn toenmalige woonplaats Almere. Voordat hij Kamerlid werd, was hij onder andere als advocaat-generaal in dienst van het Openbaar Ministerie.

## Levensloop

### Jeugd en studententijd
De Roon doorliep de hbs-b aan het Pius X Lyceum in Amsterdam en studeerde vanaf 1971 rechten aan de Vrije Universiteit Amsterdam en vanaf 1972 de Rijksuniversiteit Leiden. Rond de zomer van 1971 raakte hij in contact met rechts-activistische kringen rond Max Lewin, de oprichter van Radio Veronica en voorzitter van de splintergroepering Partij Nieuw Rechts, en activist Joop Baank. In een brief aan het blad De Vrije Pers riep hij met een andere middelbare scholier vaderlandslievende jongeren op om "de handen ineen te slaan en gezamenlijk een dam op te werpen tegen de destructieve politiek van linkse extremisten". De overheid moest "ondermijnende activiteiten van instellingen als de ASVA, Socialistische Jeugd, Rode Jeugd, VPRO, etc." aanmerken als bedreigingen van de Nederlandse samenleving en de rechtsorde en bestrijden. Hij pleitte voor de oprichting van een nationale Jongerenorganisatie ter verdediging van de normen en waarden van de samenleving en ter bestrijding van extremistische uitwassen.
In het najaar van 1971 sloot De Roon zich aan bij de Nationale Veiligheids Brigade (NVB). Bij de oprichtingsvergadering in oktober 1971 werd hij gekozen tot bestuurslid. De NVB presenteerde zich als een "weerbaarheidsvereniging" tegen ordeloosheid en gezagsondermijning. Ze wilden daartoe de "zwijgende meerderheid" mobiliseren en trainen in militaire bekwaamheden. In een interview in De Tijd in 1973 meldde NVB-voorzitter Piet van der Linden, dat De Roon op gezag van zijn ouders moest bedanken voor de organisatie. Nadat het NRC Handelsblad hierover publiceerde in maart 2010 en de Antifascistische Onderzoeksgroep Kafka vervolgens in april 2010, stelde De Roon in een reactie in het NRC dat de brief een "ondoordacht en verkeerd idee" was uit de tijd dat hij omging met Max Lewin. Eind 1971 zou hij "met al die mensen" hebben gebroken.

### Loopbaan aan de VU en bij Justitie
De Roon rondde in 1974 zijn studie af. Volgens eigen zeggen raakte hij tijdens zijn studie geïnspireerd door de ideeën van Abraham Kuyper en filosoof Herman Dooyeweerd. Na zijn afstuderen was hij wetenschappelijk medewerker aan de Vrije Universiteit onder de gereformeerde rechtsfilosoof Hendrik van Eikema Hommes. De Roon was tussen 1980 en 1983 werkzaam op het ministerie van Binnenlandse Zaken en werd vervolgens officier van justitie in Leeuwarden. Vanaf 1992 werd hij twee jaar door het Openbaar Ministerie gedetacheerd in Suriname, waar hij zich bezighield met de opbouw van het justitieel apparaat. Daarna werkte hij als officier van justitie in Den Haag en Zutphen. In 2003 werd hij advocaat-generaal op het Gerechtshof in Amsterdam. Hij hield zich in deze functie bezig met fraudezaken en zaken in het kader van de plukze-wetgeving.

### Politieke loopbaan
Tijdens zijn justitiële loopbaan was De Roon niet politiek actief. Hij voelde zich verwant met de GPV en de ChristenUnie, mede uit bewondering voor GPV-politici Piet Jongeling en Gert Schutte. Via e-mail meldde hij zich in 2006 als juridisch adviseur aan bij Geert Wilders, die bezig was met de oprichting van de Partij voor de Vrijheid. De Roon belandde bij de Tweede Kamerverkiezingen 2006 op een derde plaats op de kandidatenlijst en werd op 30 november 2006 beëdigd als lid van de Tweede Kamer. Hij houdt zich in het parlement bezig met justitie, Europese zaken en onder andere financiën. In 2007 was hij medeondertekenaar van een initiatiefwetsvoorstel over het houden van een raadplegend referendum over het verdrag van Lissabon. In 2009 diende hij een initiatiefwetsvoorstel in waarin werd gepleit voor verzwaring van straffen voor geweldsdelicten en de invoering van minimumstraffen.
Bij de Nederlandse gemeenteraadsverkiezingen 2010 was De Roon lijsttrekker voor de PVV in Almere. In de verkiezingscampagne pleitte hij voor de inzet van stadscommando's, om de orde en veiligheid in de gemeente te waarborgen. Ook pleitte hij voor het verbieden van hoofddoekjes in openbare gebouwen. De PVV werd in Almere in één keer de grootste partij met negen zetels. Vanaf 11 maart 2010 was De Roon naast lid van de Tweede Kamer tevens gemeenteraadslid en fractievoorzitter in Almere. Op de kandidatenlijst voor de Tweede Kamerverkiezingen 2010 stond De Roon op een vierde plaats.
De Roon is woordvoerder "Israël en buurlanden" en zegt een gepassioneerd vriend van het land te zijn.
In november 2011 zei De Roon te rekenen op de steun voor Israël van de Minister van Buitenlandse Zaken, Uri Rosenthal, wegens diens Joodse achtergrond. Verschillende Kamerleden reageerden ontzet, Alexander Pechtold noemde de uitspraak van De Roon "onbestaanbaar". Enkele dagen later verklaarde De Roon dat hij spijt had en de achtergrond van Rosenthal niet had moeten betrekken bij een recente reactie op het standpunt van de bewindsman. Op 1 september 2013 verliet hij de raad van Almere om zich volledig te richten op zijn werk als woordvoerder Defensie, Buitenlandse Zaken en Buitenlandse Handel namens zijn partij in de Tweede Kamer.
Tussen 29 maart 2023 en 1 september 2024 was De Roon lid van de Provinciale Staten van Zeeland namens de PVV.

## Persoonlijk
De Roon is sinds 1996 getrouwd met een Costa Ricaanse rechter, die hij ontmoette op een conferentie over rechtspleging in Midden-Amerika. Uit een eerder huwelijk heeft hij twee dochters. Hij woont sinds 2021 in Aardenburg.

## Undercoverreportage
- Journaliste Karen Geurtsen van HP/De Tijd werkte eind 2009 voor een undercoverreportage over de Tweede Kamerfractie van de PVV vier maanden als beleidsmedewerker van De Roon.[12]